# Francesco Azzopardi

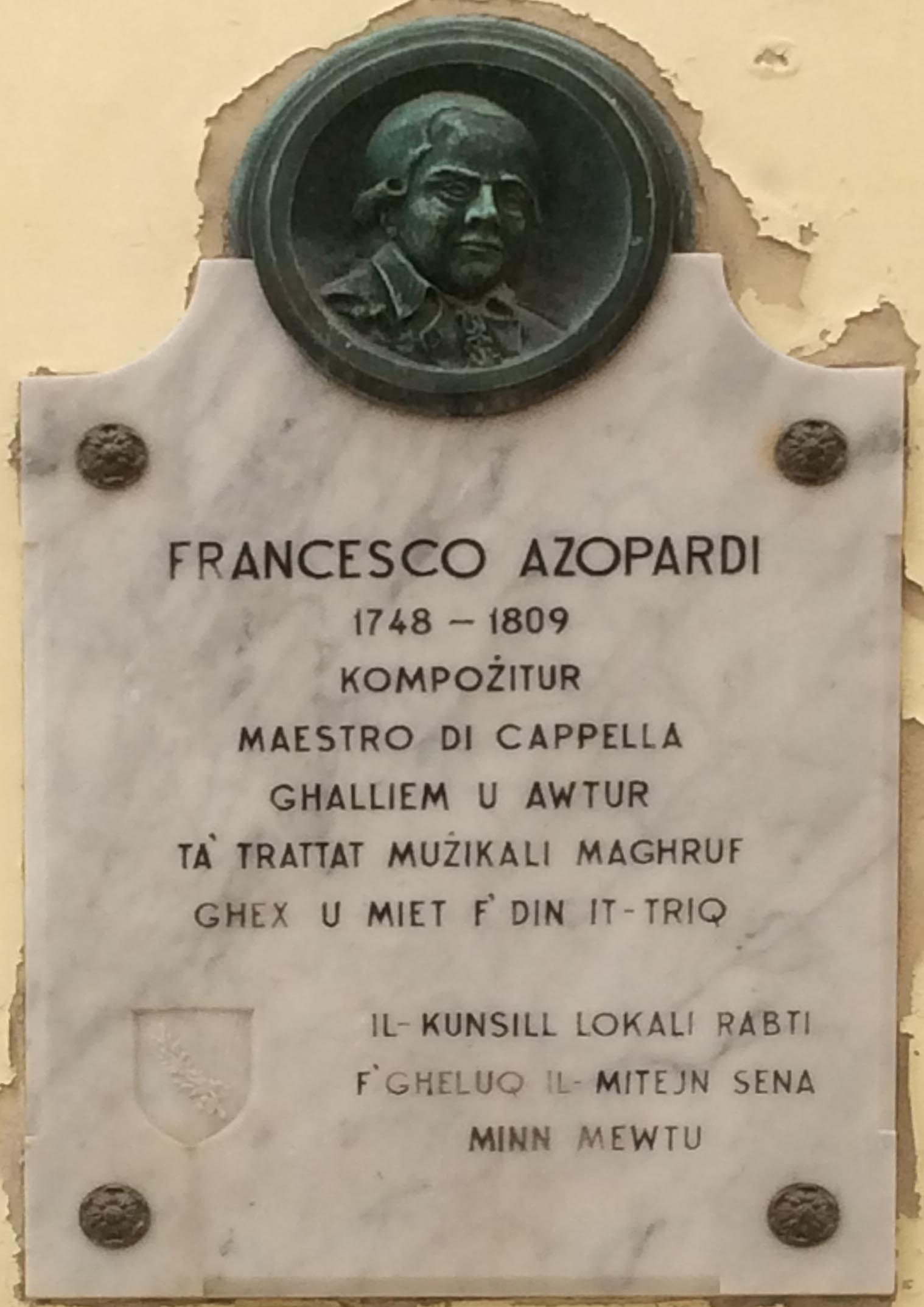
Plaque som minns Azopardi i Rabat

Francesco Azopardi, född den 5 maj 1748 i Notabile, död den 6 februari 1809 i Rabat, var en maltesisk kompositör och musikteoretiker.
Azopardi erhöll sin musikaliska utbildning på Malta och under ett längre uppehåll i Neapel från 1763 till 1774. Han verkade vid katedralen i Mdina och från 1789 även vid San Giovanni i Valletta. 
Av hans hand finns ett oratorium (La passione di Cristo), flera mässor och instrumentalverk bevarade. Känd blev han framför allt genom sitt verk Il Musico Prattico, som 1786 utkom i fransk översättning av Nicolas-Étienne Framéry (Le Musicien Pratique).